# Diacavolinia ovalis
Diacavolinia ovalis är en snäckart som beskrevs av van der Spoel, Bleeker och Kobayashi 1993. Diacavolinia ovalis ingår i släktet Diacavolinia och familjen Cavoliniidae. Inga underarter finns listade i Catalogue of Life.